# ویلیام سالیوان (بازیکن هاکی روی چمن)
ویلیام سالیوان (انگلیسی: William Sullivan; ۳۰ اوت ۱۹۰۹ – ۱ ژانویهٔ ۱۹۸۱) بازیکن هاکی روی چمن اهل هند بود.
وی به‌همراه تیم ملی هاکی روی چمن مردان هند به قهرمانی بازی‌های المپیک تابستانی ۱۹۳۲ دست پیدا کرده‌است.